# Uthina
Uthina (łac. Dioecesis Uthinensis) – stolica historycznej diecezji w Cesarstwie Rzymskim, w prowincji Afryka Prokonsularna, sufragania metropolii Kartagina. Współcześnie katolickie biskupstwo tytularne położone w Tunezji. 

## Biskupi
| Lp. | Biskup                             | Funkcja                                                                                 | Od                | Do                | Uwagi                |
| --- | ---------------------------------- | --------------------------------------------------------------------------------------- | ----------------- | ----------------- | -------------------- |
| 1.  | Johann Franz Anton von Sirgenstein | biskup pomocniczy konstancki (Niemcy)                                                   | 23 sierpnia 1722  | 29 stycznia 1739  |                      |
| 2.  | Juan Manuel Rodríguez Castañón     | biskup pomocniczy Saragossy (Hiszpania)                                                 | 4 maja 1739       | 20 marca 1752     |                      |
| 3.  | Matthieu Riget                     | wikariusz apostolski Aleksandrii (Egipt)                                                | 20 marca 1815     | 1822              |                      |
| 4.  | Maximos Givaid                     | patriarcha-elekt Aleksandrii (Egipt)                                                    | 9 marca 1824      | 15 sierpnia 1824  |                      |
| 5.  | Timothy Casey                      | biskup koadiutor Saint John (Kanada)                                                    | 30 września 1899  | 25 marca 1901     |                      |
| 6.  | Damien Grangeon MEP                | wikariusz apostolski wschodniej Kochinchiny (Wietnam)                                   | 21 marca 1902     | 21 listopada 1933 |                      |
| 7.  | Oscar Morin MAfr                   | prefekt apostolski Navrongo (Ghana)                                                     | 26 lutego 1934    | 6 kwietnia 1952   |                      |
| 8.  | José Maria Cavallero Gómez         | biskup pomocniczy Salto (Urugwaj)                                                       | 16 lipca 1952     | 20 grudnia 1955   |                      |
| 9.  | José Bezerra Coutinho              | biskup pomocniczy Sobral (Brazylia)                                                     | 4 sierpnia 1956   | 28 stycznia 1961  |                      |
| 10. | Giuseppe Vairo                     | biskup pomocniczy Cosenzy-Bisignano (Włochy)                                            | 8 lipca 1961      | 19 stycznia 1962  |                      |
| 11. | Jacques-Julien-Émile Patria        | biskup pomocniczy Diecezja Beauvais(-Noyon-Senlis) (Francja)                            | 30 kwietnia 1962  | 3 sierpnia 1965   |                      |
| 12. | Felicissimo Stefano Tinivella OFM  | administrator apostolski Ventimiglia-San Remo(Włochy)                                   | 18 września 1965  | 22 lutego 1967    | tytularny arcybiskup |
| 13. | Henry Joseph O'Brien               | arcybiskup senior Hartford (Stany Zjednoczone)                                          | 20 listopada 1968 | 5 stycznia 1971   | tytularny arcybiskup |
| 14. | Charles Brand                      | biskup pomocniczy Fréjus-Toulon (Francja) (1971-1976) i Strasburga (1976-1981)(Francja) | 28 grudnia 1971   | 30 lipca 1981     |                      |
| 15. | Domenico Amoroso SDB               | biskup pomocniczy Mesyny-Lipari-Santa Lucia del Mela (Włochy)                           | 2 września 1981   | 8 września 1988   |                      |
| 16. | William Joseph Winter              | biskup pomocniczy Pittsburgha (Stany Zjednoczone)                                       | 21 grudnia 1988   |                   |                      |